# Kintarō Okamura
Pour les articles homonymes, voir Okamura.
Kintarō Okamura (Okamura Kintarō) est un botaniste et un pédagogue japonais, né en 1867 et mort en 1935.
Il est l’auteur de travaux sur les algues. Il est aussi célèbre pour sa collection de livres éducatifs, les Ohraimono.